# Brian Jones presents The Pipes Of Pan At Joujouka
Brian Jones presents the pipes of pan at Joujouka es un álbum de estudio producido y ejecutado por Brian Jones, en aquel entonces guitarrista de The Rolling Stones. El álbum incorpora    el sonido de los Músicos maestros  de Jajouka, grabados en directo en 1968 en su localidad de Marruecos. El dibujo de la portada y el texto de la contraportada son obra de Brion  Gysin. Se reeditó en 1995 con producción de Philip Glass.

## Listado de canciones
| N.º | Título                                                                    | Duración |  |
| 1.  | «55 (Hamsa oua Hamsine)»                                                  | 0:58     |  |
| 2.  | «"War Song/Standing" + "One Half (Kaim Oua Nos»                           | 2:22     |  |
| 3.  | «Take Me with You Darling, Take Me with You (Dinimaak A Habibi Dinimaak)» | 8:06     |  |
| 4.  | «Your Eyes Are Like a Cup of Tea (Al Yunic Sharbouni Ate)»                | 10:35    |  |
| 5.  | «I Am Calling Out (L'Afta)»                                               | 5:55     |  |
| 6.  | «Your Eyes Are Like a Cup of Tea (reprise with flute)»                    | 18:04    |  |

- Datos: Q628742